# ナチス・アラブ関係

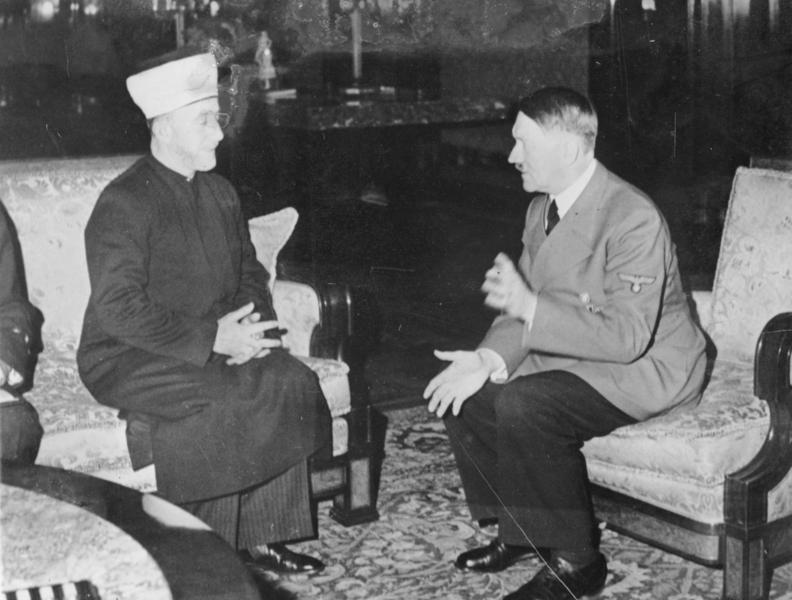
アドルフ・ヒトラーとアミーン・フサイニー。1941年11月28日。

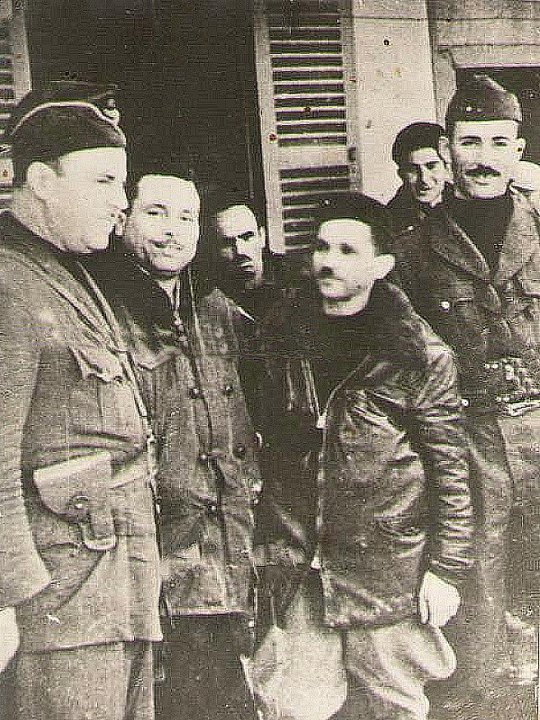
アルジェリア系のサイード・モハメディ（左）は、第二次世界大戦中にドイツ空軍を支援し、その後1954年にはアルジェリア戦争へ加わった。

ナチス・アラブ関係（ナチス・アラブかんけい）では、ナチ党政権下のドイツ国（1933年 - 1945年）とアラブ世界指導者層との関係について述べる。同じ敵（イギリスやフランスの帝国主義・植民地主義・共産主義・シオニズム等）に対する共通の敵意を土台として、共同の政治・軍事関係が確立された。他にもナチスの反ユダヤ主義がこの協力関係における重要な土台となった。反ユダヤ主義は、一定のアラブとムスリムの指導者たちから劇的に支持されたもので、特に著名な指導者はアミーン・フサイニーである。
ヒトラーとヒムラーは公的にも私的にも、イスラームを宗教的・政治的イデオロギーとして描きながら、友好的な声明を出した。彼らの表現ではイスラームとは、キリスト教よりも規律的・軍事的・政治的・実用的な宗教の一形式である。そして彼らはイスラームを、政治および軍事指導におけるムハンマドの技術と認識して賞賛した。しかし同時に、公式のナチ人種イデオロギーは、人種的にアラブ民族や北アフリカ人がドイツ民族よりも劣等であると考えていた。その感情は、アラブやアフリカの人々を非難する目的で、ヒトラーやナチ指導者たちによって反響させられた。
アラビア語圏の世界は、ヨーロッパを超えた結束主義〔ファシズム〕を調査する歴史学者たちから、特に注目を集めている。こうした学者らは傾向として、親ナチ・親結束主義的〔親ファシスト〕勢力に焦点を当てて、結束主義と国家社会主義〔ナチズム〕がアラブ世界にわたって持っていた魅力を強調してきた。しかし最近になって、この語り方〔ナラティブ〕は多くの学者たちから挑戦された。そうした学者たちは、1930年代と1940年代におけるアラブの政治的討論は非常に複雑であると主張している。彼らの主張では、結束主義と国家社会主義は、共産主義・自由主義・立憲主義等といった他の政治的イデオロギーと共に議論されていた。また、近年の歴史修正主義者の作品は、アラブ世界における反結束主義〔反ファシズム〕および反ナチの声明や運動を強調した。

## アラブ世界についてのナチスの認識

### アラブ民族とイスラームに対するヒトラーの見方
ヒトラーは演説の中でイスラーム文化へ友好的に言及していた様子であり、「例えばフランスよりも、イスラームの人々のほうがもっと我々に近しいのが常だろう」等と述べていた。
イスラームやアラブ民族に対するヒトラーの見方について有名な逸話が、 アルベルト・シュペーアによって詳述されている。シュペーアのベストセラーである回想録『第三帝国の内幕』〔Inside the Third Reich〕の報告によれば、「ヒトラーは著名なアラブ人の代表団から学んだ歴史の断片に、非常に感動していた」。
アラブ人代表団の推測によれば、ベルベル人およびアラブ人が8世紀の「トゥール・ポワティエ間の戦い」に勝利していれば、世界は「イスラーム的」〔Mohammedan ムハンマド的〕になっていた。そしてドイツ人はイスラームの担い手 ―― すなわち「自らの信仰を剣で広げ、全ての国々を自らの信仰に服従させることを信条とする宗教 ……そのような信条はドイツ気質に完全に適合するものであった」 ―― の担い手となっていた。シュペーアはさらに、この件についてのヒトラーの主張を以下のように示している。
ヒトラーは、征服者たるアラブ人は人種として劣っているため、長期的には国土のより厳しい気候に対抗できなかったであろうと述べた。アラブ人の征服者には、より強壮な原住民を抑えつけることはできなかっただろうから、最終的にはアラブ人ではなくイスラーム化されたドイツ人が、このイスラム帝国の指導者となったであろうと。
同様にヒトラーは、「カール・マルテルがポワティエで勝利していなかったら ... 我々は十中八九イスラームへと転向していただろう。英雄主義〔ヒロイズム〕を讃え、大胆不敵な戦士にのみ第七天国を開く、イスラームというカルト宗教へと。その後、ゲルマン民族が世界を征服しただろう」との発言を筆記されている。
シュペーアによるとヒトラーは通常、自分の歴史的推論を次のような発言で結論付けていた。「いいかね、我々は不運にも、誤った宗教〔キリスト教〕を持ってしまった。なぜ我々は日本人の宗教〔神道〕を持たなかったのだろうか、日本人は自己犠牲を、祖国〔Fatherland〕のための最善と見なしているのに？イスラームとて、キリスト教よりも遥かに我々へと適合しただろう。なぜ柔和や軟弱を備えているキリスト教でなければならなかったのだろうか？」。

### アラブ世界に対するヒトラーの見方
このやりとりは、サウジアラビアの統治者イブン・サウードの特使ハリド・アル＝ハッド・アル＝ガーガニと、ヒトラーが面会した時に起こった。この会合の早い段階でヒトラーは、なぜナチス・ドイツがアラブ人に暖かい共感を持っているかについて、三つの理由のうち一つを述べた。
... 我々が連帯してユダヤ民族と戦っていたことが理由である。これが元になって彼〔ハリド・アル＝ハッド〕はパレスチナとその状況について論じ、そして彼自身、全てのユダヤ民族がドイツを去るまで休みはしないと述べた。ハリド・アル＝ハッドは預言者ムハンマドが ... 同様の行いをしたことに注目した。彼はアラブからユダヤ民族を駆逐したのだ ... 。
ジルベール・アシュカルの苦笑交じりの論評によると、その会談でヒトラーがアラブからの訪問者に対し、指摘しなかったことがある。ヒトラー総統はそれまでドイツ系ユダヤ人に対し、パレスチナへ移住するよう扇動していたのだ。第三帝国〔ナチス・ドイツ〕が積極的に支援した対象は、複数のシオニズム組織であり、イギリスからユダヤ系移民へ課せられた制限を、それら組織が出し抜くことだった。
ヒトラーは第二次世界大戦が始まる直前の1939年、軍の指揮官たちへ次のように伝えた。
我々は極東とアラビアで動乱を作り続けるとしよう。我々は人間として考えよう。そして、こういった極東人やアラビア人を見てみるとしよう。彼らは良くてもせいぜい外見を取りつくろった類人猿であり、熱心にムチ打ちを経験したがっているのである。
第二次世界大戦より以前は、全て北アフリカと中東はヨーロッパ列強諸国の支配下にあった。アラブ人を劣悪なセム系人種の一員とみなすナチ人種説〔アーリア神話〕にもかかわらず、個人としてのアラブ人たちは、名誉と敬意をもって取り扱われた。このアラブ人たちは、中東を占領しているイギリスと戦うために第三帝国〔ナチス・ドイツ〕を助けたのであった。例えばハーッジ・ムハンマド・アミーン・アル＝フサイニーは、ヒトラーや第三帝国と緊密に協力したことで、ナチスから「名誉アーリア人」の地位を授与された。
ナチス・ドイツ政府は誠実な結社を発展させ、一部のアラブ国家主義〔アラブ民族主義〕指導者たちと協同した。その土台にあったのは彼らが共有している、反植民地主義的・反シオニズム的利益だった。こうした共通大義のための戦いの中で、最も著名な例の一つは1936年～1939年のパレスチナ・アラブ反乱等の戦闘であり、これはイスラームの大指導者〔大ムフティー〕であるハーッジ・ムハンマド・アミーン・アル＝フサイニーによって先導されていた。もう一つはイギリス・イラク戦争であり、ゴールデンスクエア〔Golden Square 黄金方陣〕 ―― ラシード・アリー・アッ＝ゲイラニによって率いられた四人の将軍たち ―― が、親イギリス派のアブドゥル＝イラーフ摂政政権をイラクで転覆し、親枢軸国派〔pro-Axis〕の政府を設置した。
ヒトラーはラシード・アリー・アッ＝ゲイラニのクーデターに応じて、彼らの大義を支持する「総統命令30号」を1941年5月23日に発布した。この命令の始まりには「中東のアラブ解放運動は、イギリスに対する我々の自然な同盟者である」とあった。
航空兵大将ヘルムート・フェルミーは、いわゆるこの「総統命令30号」に従い、「ドイツ国防軍に関連するアラブ案件」の全てに関する中枢権力〔中央当局〕へと任命された。ドイツとアラブの国家主義者〔民族主義者〕たちにとっての戦略的共通利益について、大将フェルミーは軍事見解をこう要約した。
既に緊迫していた中東の状況は、ユダヤ系の国家主義〔民族主義〕的大望の出現によって、さらに複雑化した。ユダヤ民族に対するアラブ的憎悪があり、そして、アラブ独立の希望が潰えたことに対する失望があり、それらは血生臭い暴動に繋がった。一連の暴動は、最初は自然に純粋な反ユダヤ系であり、急増しつつあるパレスチナへのユダヤ民族移住に対抗していたが、後には大英帝国をユダヤ系委任統治国と見なして標的にした。 この状況が不満を抱えたまま続いたのは第二次世界大戦の発生時期に至るまで、つまりヨーロッパの危機が影を投げかけた時までだった。 イギリスがドイツに宣戦布告した時、パレスチナへのユダヤ系移民流入を積極的に支持してきたシオニスト組織は、即座にドイツに対する英国との連帯を宣言した。
1941年6月11日、ヒトラーと最高軍司令官は次のような総統命令32号を発行した。
アラブ解放運動の搾取。ドイツの主要な作戦の催しの中で、イギリスの援軍が適切なタイミングで市民の騒乱や反乱に束縛されれば、中東におけるイギリスの現状はより不安定と化すだろう。この結末に向けてあらゆる軍事的・政治的・プロパガンダ的な手法は、準備期間中に緊密に調整されなければならない。外国の中心的機関としてアラブ地域の全ての計画と行動に参加する、特別幕僚F〔Special Staff F〕を私は指名する。その本部は南東軍兵士地区に置かれる。本部には、最優かつ対応可能な専門家〔エキスパート〕および代行者〔エージェント〕が用意される。軍司令官長は、政治的質問を含めた外務大臣との合意によって、特別幕僚Fの職務を特任する。
一部アラブ人との軍事同盟に携わっていたドイツ国防軍砲兵大将ヴァルター・ヴァルリモントの報告では、多くのドイツ将校が次のように信じていた。
... アラブ諸国間における唯一の真の政治的結集点とは、共通してユダヤ民族を憎んでいることだった。一方で「アラブ国家主義運動〔アラブ民族主義運動〕」等といった事柄は、様々なアラブ諸国の利害不一致が原因で、紙の上にしか存在しなかった。

## ヒトラーや国家社会主義(ナチズム)についてのアラブの認識
ジルベール・アシュカルによると、国家社会主義〔ナチズム〕に対してアラブの認識は統一されていなかった。
まず第一に、アラブ民族というようなものは存在しない。単数形のアラブ言説〔the singular form of an Arab discoure〕の中で話すことは、常軌を逸している。アラブ世界は、多様な視点で動かされている。当時の人は、西洋的な自由主義からマルクス主義・国家主義〔ナショナリズム〕・イスラーム原理主義まで広がる、四つの主要なイデオロギー的流れの中から一つを選び出すことができた。これらの四つの中で、明白に国家社会主義〔ナチズム〕を拒絶した二つは西洋的な自由主義とマルクス主義であり、それらの一部は土台が同じだった（例えば啓蒙思想家を受け継いだことや、国家社会主義を人種主義の一種として弾劾したこと等）。また部分的な理由として、それら二つは地政学上の連携もしていた。この論点において、アラブ国家主義〔アラブ民族主義〕は矛盾している。しかし綿密に見ると、ナチプロパガンダと自分自身とを同一視したアラブ国家主義的集団の数が、実はかなり小さいのだと分かる。アラブ世界に存在した国家社会主義のクローンはただ一つだけである。すなわち、レバノンのキリスト教徒アントン・サアデによって設立された、シリア社会民族党しかなかった。青年エジプト党は国家社会主義としばらく一緒にぶらついていたが、これは気まぐれな日和見主義の党だった。アラブ社会主義復興党〔バアス党〕が1940年代初めから国家社会主義に触発されていたという非難は、完全に間違いである。
アラブ世界ではヒトラーや結束主義〔ファシズム〕系のイデオロギーは、ヨーロッパと同様に議論を巻き起こしていたのであり、支持者らと反対者らの両方を伴っていた。
アラブ諸国で大規模な宣伝活動プログラムを開始したのは、最初がファシストイタリアで、その後がナチス・ドイツだった。 特にナチスが焦点を置いていたのは、新世代の政治思想家や活動家へ多大に影響を及ぼすことだった。
エルヴィン・ロンメルは、ほとんどヒトラー同様に人気があった。 伝えられるところでは、「ロンメル万歳」〔"Heil Rommel"〕がアラブ諸国共通の挨拶として使われていた。一定数のアラブ人たちは、ドイツ人がアラブ人を、フランスと英国の旧植民地支配から解放すると信じていた。1940年にナチス・ドイツによってフランスが敗北した後、ダマスカスの街並みで、フランスと英国人に対してこう唱えるアラブ人たちも居た。「ムッシューはもう終わり、ミスターはもう終わり、天国にはアッラーフだ、地上にはヒトラーだ」。シリアの町々の商店では、「天国では神が、地上ではヒトラーが、あなたの支配者」というアラビア語のポスターが頻繁に貼られていた。
1930年代にドイツへ旅行した一部の富裕アラブ人は、ファシズムの理想を持ち帰って、アラブ国家主義〔アラブ民族主義〕へと取り入れた。原理的にアラブ社会主義復興運動〔バアス主義〕思想およびアラブ社会主義復興党〔バアス党〕を創設した人々の一員、ザキー・アル＝アルスーズィーが言うには、結束主義〔ファシズム〕と国家社会主義〔ナチズム〕がアラブ社会主義復興イデオロギーへ大きく影響した。アル＝アルスーズィーの生徒サミ・アル＝ジュンディはこう書いている。
我々は人種主義者であり、国家社会主義〔ナチズム〕を崇敬し、ナチの本やその思想の源泉を読んだ。特に、フリードリヒ・ニーチェの『ツァラトゥストラはこう語った』、ヨハン・ゴットリープ・フィヒテの『ドイツ国民に告ぐ』、人種について思い巡らしたヒューストン・ステュアート・チェンバレンの『19世紀の基礎』を読んだ。我々は、『我が闘争』の翻訳を考えた先駆者だった。

当時ダマスカスに住んでいた者は誰でも、アラブの人々が国家社会主義〔ナチズム〕へ傾斜していることを理解しただろう。国家社会主義は勝者としての役目を果たせる力だったし、敗北した者は自然と勝者を愛するからだ。しかし我々は信条ではかなり異なっていた。
積極的にナチスと協力した最も著名な二人のアラブ政治家は、エルサレムの大指導者〔大ムフティー〕であるアミーン・フサイニー、そしてイラクのラシード・アリー・アッ＝ゲイラニ首相であった。
パレスチナの1936～1939年アラブ革命において指導者アル＝フサイニーが果たした役割が理由で、イギリスはフサイニー追放を強制した。元指導者〔フサイニー〕は、代理人をイラク王国とフランス領のシリアおよびパレスチナに備えていた。1941年にフサイニーは、ラシード・アリー・アッ＝ゲイラニ率いるイラクのゴールデンスクエア〔黄金方陣〕のクーデターを活動的に支持した。
ゴールデンスクエアのイラク政権が親イギリス派の軍によって敗北した後、指導者ラシッド・アリおよび他のイラクのベテランたちは、ヨーロッパへ避難して、枢軸国の利益を支援した。彼らが特に成功したことは、数十万のムスリムをドイツの突撃隊（SS）のメンバーとして、かつ、アラビア語圏世界でのプロパガンダ扇動者として採用したことだった。その協力活動の範囲は広かった。例えば、後にエジプトの大統領に就任したアンワル・アッ＝サーダートの回想録によると、彼はナチス・ドイツのスパイ活動に進んで協力していた。

## 結束主義(ファシズム)にまつわるアラブの結合・模倣

### 国家主義者(ナショナリスト)たち
アラブ世界で出現しつつある多数の運動は、1930年代のヨーロッパの結束主義〔ファシズム〕やナチの組織から影響を受けた。歴史学者バーナード・ルイスによれば、青年エジプト党（緑シャツ隊）はヒトラー青少年団〔ヒトラーユーゲント〕に酷似しており、「形式が明らかにナチス流」だった。シリア社会民族党（SSNP）は結束主義の方式を採用していて、党の紋章である赤い暴風は、ナチスのハーケンクロイツ〔スワスティカ〕から取られたものである。党の指導者アントン・サアデは「総統」（al-za'im）として知られており、党の賛歌「シリア、シリア、世界に冠たる」〔Syria, Syria, über alles〕は、ドイツ国歌〔世界に冠たるドイツ〕と同じ調子で歌われる。サアデが結束主義的なシリア社会民族党を設立した際の政治要綱では、シリア人が「際立っており自然と優れている人種」であるとされている。